# 歯科用レーザー
歯科用レーザー（しかようレーザー）とは、医療用レーザーの一つであり、歯牙及び口腔軟組織さらには顎骨など関連生体組織の治療を目的としたレーザー、または補綴などに使用する歯科用金属の溶接などに用いるレーザーの総称である。ただし、生体用と溶接用では全く異なる機器を用いる。

## 生体用
歯科口腔領域におけるレーザーの応用は1960年にMaimanによって開発されたルビーレーザーを皮切りに活発に行なわれてきた。当初はルビーレーザー等のハードレーザーを応用した実験が行なわれていたが、歯牙組織に対する熱変性などの問題もあり実用には程遠い状態であった。
この事態を解決すべく、レーザーをパルス化することによって熱エネルギーの蓄積を抑えたネオジムヤグ (Nd:YAG) レーザーやCO2レーザー、半導体レーザーが改良されている。これらのレーザーは、歯肉切開や歯周治療など軟組織用として使われている。
一方、歯牙や骨などの硬組織用のレーザーとして、水への吸収が高いエルビウムヤグ (Er:YAG) レーザーや、
パルス方式をハイドロキネティック方式に置き換えたEr.Cr;YSGGレーザーが開発された。
しかし、近年の新技術により、レーザー伝送に不可欠と言われた石英系ファイバーや金属性マニピュレーターを使わない新世代のEr：YAGのレーザー・イン・ハンドピースという新しい装置が世界で初めてイスラエルで開発された。このあたらしいEr:YAGレーザーは、最新の特殊技術によってEr.Cr;YSGGレーザーとおなじハイドロキネティック効果をあらわした。
このレーザーは、従来のEr：YAGやEr;Cr:YSGG系のレーザーような破損しやすく、エネルギー損失が大きい石英伝送ファイバーや、ミラーを多く使った多関節マニピュレーターがない。
このあたらしいEr:YAGレーザーは、ハンドピースに発信源を装着させているので、普通のタービンと同様に歯科チェアーテーブルへの装着も可能とした最新技術である。
今後は、このようなハンドピースの中にレーザーが入った装置は、大きくて折れやすく破損しやすい伝達システムがないため、どのような狭い場所でも操作性に問題がなく、さまざまな医療の分野で活躍が期待できる。
※上記、“ハイドロキネティック効果”は、Angelo A. Caputo and Lewis R. Eversole 
Univ. of California/Los Angeles School of Dentistry (USA)Sunday 25 January 1998 
などの研究により知られている。彼らによれば、一般的に、Er系レーザーのメカニズムは歯牙、骨内部における水分のレーザー熱吸収による蒸散爆発による部分破壊と言われている。一方、Er系でも結晶母体が異なるEr.Cr;YSGGレーザーでは、組織の外部における水分の微小爆発を伴って、歯牙や骨及び軟組織が部分的に破壊されるもので、これを“ハイドロキネティック効果”と示唆している。最近のEr系のレーザーでも、このような外部水爆発を利用した新しいEr:YAGが登場した。これらの現象が、実際の臨床でどのような違いを出させているか。あたらしいEr系レーザーの研究課題である。
さて、これらのEr系のレーザー装置は特性的にいずれも齲蝕歯質の除去や根管治療、知覚過敏症の疼痛軽減などの歯牙硬組織に対する処置のみならず、レーザー麻酔や顎関節治療、粘膜切除や蒸散、水力学的切開を行なうことで骨手術装置としても、虫歯治療からインプラントにいたるまで歯科医療現場に広く応用されている。
日本における歯科用レーザーの普及率は日本歯科用レーザー・ライト学会の発表では30%程度と言われている。また日本では、2008年4月からの保険改正でレーザー治療の費用は、一部のメーカーのEr:YAGレーザー以外は政府管掌保険で請求できないのが現状である。今年4月には１歯レーザー処置20点加算（2年前）が、40点加算に引き上げられた。しかし、現行認可されたEr:YAGレーザーによる無痛的齲蝕除去が、40点、つまりわずか400円の保険治療費内でその無痛的齲蝕除去条件が完全に100％達成されているかどうか、支払い基金側の監督は不可能に近い。
話題が変わって、歯を白くするために「レーザーによるホワイトニング」といったものを謳っている歯科医院があるが、これは厳密には誤りである。あくまでも過酸化水素や過酸化尿素による漂白で、レーザーはその熱を応用して、漂白剤を賦活化しているにすぎないのである（レーザーでなくとも、ふつうの可視光でも可能ではある）。

### 種類
半導体レーザー
波長は655〜2000nm程度（発振物質によって波長域が異なる）。800から900ナノメートル波長の半導体レーザーは、おおむね組織透過型であり、赤血球への熱吸収性が高く、低出力下では細胞の活性化が期待できる軟組織用のレーザーである。歯肉切開や知覚過敏などの軽度の軟組織治療に有効である。高出力化により蒸散・凝固が可能である。装置がコンパクトで比較的安価である。しかし、1000から2000ナノメートルの半導体レーザーの出現も在り、今後の詳しい研究が必要である。
アルゴンレーザー
波長は488nm程度。可視光域のレーザーで、青から緑色をしている。組織（特にヘモグロビン）による吸収率が高く、浸透型のレーザーであり、その適用には注意が必要である。PDT（光線力学療法）にも応用される。
ネオジムヤグレーザー
波長は1064nm程度。水および生体組織への吸収率は中程度と言われている。血液の凝固作用があり、黒色色素に吸収性が高い。浸透性を先端チップなどを利用し熱変換し制御することも可能。
エルビウムヤグレーザー
波長は2940nm程度。水を使う軟組織硬組織両用のレーザーである。水とハイドロキシアパタイトへの吸収が高く、安全性も比較的高い。しかし、装置によって組織内部への熱吸収性も違いがあり装置の特性を見極める必要性もある。水分子を励起して水蒸気爆発させる力が強く、その能力を使って歯や歯肉、骨などを削れるレーザーである。従来のエルビウムヤグレーザーは、組織内部での蒸気爆発により切削するという蒸散機序を持っていたが、最近のイスラエルで発明されたエルビウムヤグレーザーは、導光ファイバーがなく、ハンドピースにレーザーを内蔵して、ハンドピースからの注水をレーザーで爆発させて歯や骨を削るという、いわゆるハイドロキネティックを生かした、まったくあたらしいエルビウムヤグレーザーも現れている。このような、外部爆発による切削や切除の場合は熱が組織内部に残りにくい、熱侵害のない痛みが少ないという特徴がある。
新世代ストレート：エルビウムヤグレーザー
ファイバー伝達干渉のない純粋に近い2940nmのエルビウムヤグ。　最近、ノーファイバー、ノーマニピュレーター方式で直接Er:YAGの発振体からハンドピース先端のチップに出射されるストレートなEr;YAGレーザーが開発されたが、このレーザーの特徴は　歯石や黒色反応、軟像の優先的除去など、Er:YAGの本質的な特性をいままでのEr:YAGよりも効率的明確に現すことができる。このレーザーはまた、Er,Cr;YSGG以上に、水分子への共振性が強く、結果的にダブルハイドロキネティックや水中プラズマの発生にも寄与している。
この水中プラズマは、大きな特徴として水を伴いながら低温化で殺菌できるというまったく新しいレーザー殺菌効果があり、歯牙齲蝕および、骨壊死部分の安全で効果的な削除や重度の歯周病や根管への熱侵害のない新しい治療法としての応用が期待される。このレーザーは、チップの先端の水爆発時に水中プラズマ低温殺菌効果が表れているとして研究が進んでいる。いままで、水を使ってのレーザー使用がなぜ、殺菌力が強いのかが不明であったことや、単なる水爆発の衝撃効果、あるいは細菌内の水分蒸発だけでは解決されないEr:YAGレーザーの未知の能力についての解明が期待されている。
※ 学術的にはストレートEr:YAGレーザという用語は存在しない。学術的には、ノーファイバーEr:YAGとされている。

炭酸ガスレーザー
波長は10600nm程度。象牙質透過性がほとんどないために、表面吸収型のレーザーと言われているが、実際には生体内への熱の蓄積があり、過度の照射で腐骨の危険性がある。単位面積当たりの熱エネルギーが、他のレーザーより最も高い。血液の凝固作用を持ち、主に歯肉切開、口腔内殺菌や凝血など軟組織用レーザーとして用いられている。
エルビウム･クロミウム；ワイエスジージー レーザー
波長は2780nm程度。1996年アメリカで開発された。このレーザーは、今までの熱レーザーと違い、レーザー光は水表面でのエネルギー吸収が大きく、その表面の水蒸気爆発力で歯牙を切削するハイドロキネティックと言われる理論を特徴としている。それまでの歯科レーザーの中で生体組織への熱吸収がもっとも少ないレーザーと言われ、その根拠はレーザー光の波形に最大の特徴があるとの解析結果がでている（Dr. A.Moritz）。硬組織と軟組織に有効で、従来のエルビウムヤグレーザーと同様以上の効果を持っていたが、色素選択性がうすいので軟化象牙質や歯石などの除去はEr:YAGよりも弱い。硬組織切削能力は、最新の情報によればこのEr.Cr.YSGGレーザーを上回る新世代のエルビウムヤグレーザーが現れた。このレーザーは、Er.Cr;YSGGと同様のハイドロキネティック効果をもち、色素反応により軟化象牙質や歯石に強いといわれる新しい世代のEr:YAGレーザーがイスラエルで現われた。
ヘリウムネオンレーザー
波長は632.8nm程度。可視光域のレーザーで朱色の光をしている。LLLT（内科的レーザー治療）に応用される。

### 硬組織用
硬組織用レーザーは歯や骨を治療するためのレーザーということである。硬組織を削るなどの歯科治療で、現在一般的に使われているのは以下の種類のレーザーである。
- Er：YAG　エルビウム：ヤグ
- Er.Cr:YSGG　エルビウム.クロミウム：ワイエスジージー
- No Fiber Straight Er:YAG  ノーファイバーストレート　エルビウム：ヤグ

あたらしいノーファイバーレーザーの登場は、それまでのレーザー分類が発振体元素名やそれに付随する波長分類だけだったのに対して、導光システムの改善によって元素名が同じでも特徴が大きく変わるため、あらたにウィズファイバーとノーファイバーの枝分かれを考慮しなければならなくなったと言えよう。
以下の説明は、旧分類をもとにしている。
これ以外（上記以外）のレーザー（炭酸ガス、Nd:YAG、半導体レーザーなど）は、硬組織用としては不向きである。
硬組織用レーザーとしての必要な特性とは、単に切削や蒸散機能だけではなく、そのレーザーが人体の硬組織に対して熱などによる侵害作用がなく、有意性が認められることである。
たとえば、炭酸ガスレーザーを虫歯に照射すると急激な高熱によって部分的に虫歯は蒸発するが、レーザーの熱が残りやすく、エナメル層の溶岩化（ガラス化）とともに熱変質がなかった自然歯質との間には急激な温度変化による亀裂が入りやすく、健全な硬組織へダメージを与える可能性が捨てきれない。これは、Nd:YAGや半導体レーザーでも同じである。では、なぜ、Er:YAGやノーファイバーEr:YAG,　Er.Cr;YSGGレーザーが適切なのかというと、これらのレーザーの特性が水分子に非常によく吸収されることと、その吸収のされかたがほかのレーザーにはない特徴があるからである。つまり、Er:YAGおよび、ノーファイバーEr:YAG、Er.Cr.YSGGレーザーは、ほかのレーザーに比べて水分子へのエネルギー吸収が高いため、生体組織に当てたときに生体（人体はおおよそ70％が水分）の中にある水分の表層にだけ反応して熱が生体内部に残存しにくいからである。歯や骨でも同じことが言える。ただ、この2種類のレーザーも、メーカーの特性がそれぞれ異なり（レーザーのメーカーによって発振形態や構造の違いからレーザーの性格が変わるため）、組織内部の水分を熱爆発させながら連続的に穴を開けて切削するものと、逆に組織の外から水を注水して、その水を外部的に連続爆発させて硬組織を削っていくものとがある。
ただし、エナメル層においては水分含有率がわずか５％前後と言われており、上記のEr兄弟がすべて同じ効果を発揮するものでもないことを注意するべきである。

## 金属用
歯科用レーザーとしては、上記の生体組織に用いるもののほかに、歯科理工分野、補綴や義歯補綴などの歯科用金属の溶接に用いるものもあり、それらも歯科用レーザーと称されている。レーザー溶接の利点は、鑞材を使用することなく同じ金属同士を接着させるために、変色や破損などのリスクを抑えることができる点、また義歯床などで熱に弱いレジンが金属についている場合でも、操作が可能な点である。